# Arno Tiefensee
Arno P. W. Tiefensee (* 1. Mai 2002 in Weißwasser/Oberlausitz) ist ein deutscher Eishockeytorwart, der seit Juli 2025 bei den Dallas Stars aus der National Hockey League (NHL) unter Vertrag steht und parallel für deren Farmteam, die Texas Stars, in der American Hockey League (AHL) spielt. Zuvor war Tiefensee unter anderem für die Adler Mannheim in der Deutschen Eishockey Liga (DEL) aktiv.

## Karriere

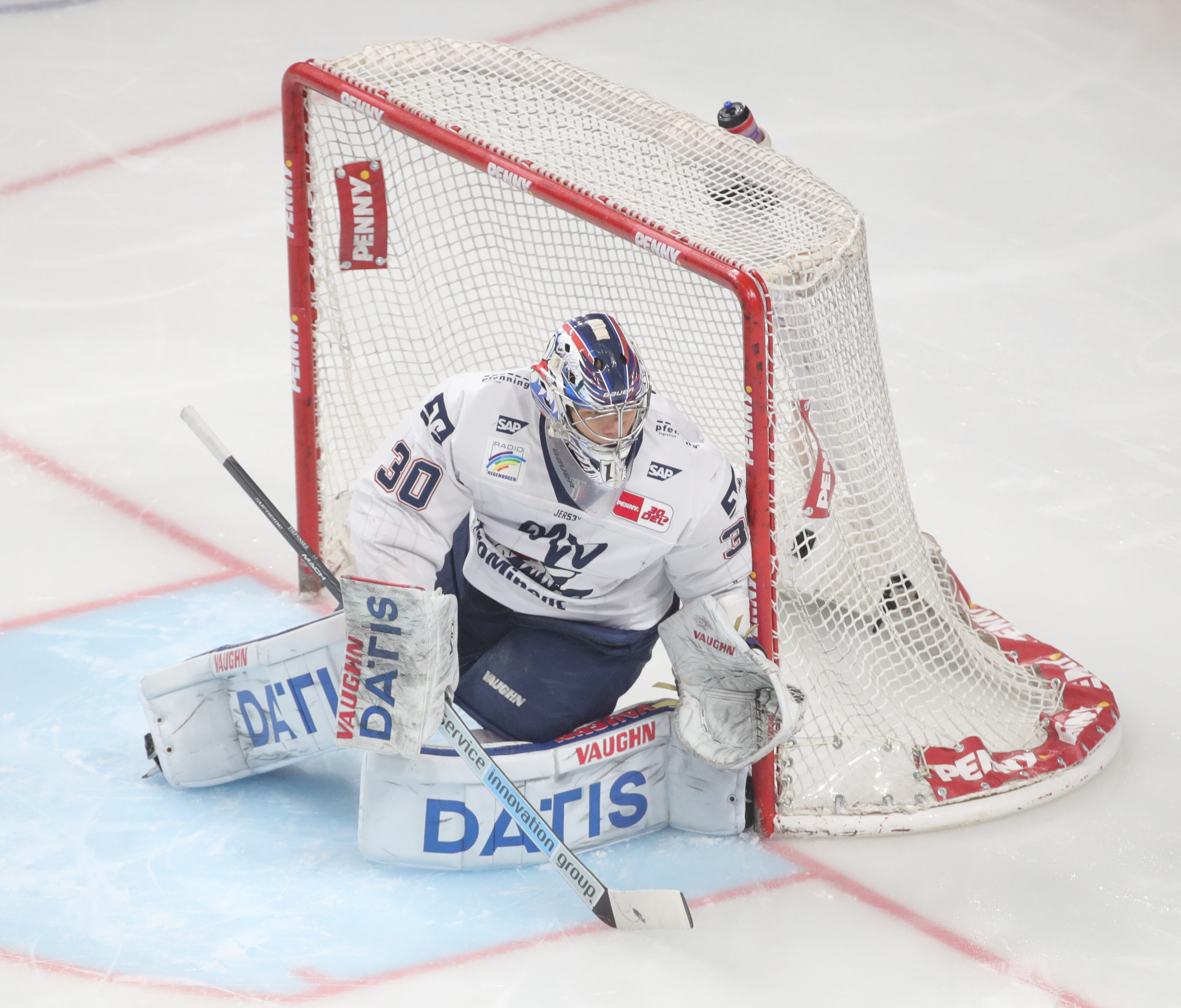
Tiefensee im Trikot der Adler Mannheim (2023)

Tiefensee, der in Weißwasser/Oberlausitz geboren wurde, verbrachte den Großteil seiner Juniorenkarriere im Nachwuchs des ES Weißwasser, für die er bis zum Sommer 2017 spielte. Zur Saison 2017/18 wechselte er zum EC Bad Tölz und spielte dort bis zum Sommer 2019 in der Schüler-Bundesliga und der Deutschen Nachwuchsliga (DNL). Mit dem Beginn der Saison 2019/20 ging er zu den Jungadler Mannheim in der DNL.
Dort konnte er die Verantwortlichen der Adler Mannheim von seinem Talent überzeugen, so dass diese ihm bereits ein Jahr später im Mai 2020 einen Profivertrag über drei Jahre anboten und diese mit einer Förderlizenz für die Heilbronner Falken aus der DEL2 ausstatteten. Somit ist er seit der Saison 2020/21 für beide Vereine spielberechtigt. Im November 2020 debütierte er für die Falken in der DEL2.
Seinen ersten Einsatz in der Deutschen Eishockey Liga (DEL) für die Adler hatte er am 2. Oktober 2022 gegen die Nürnberg Ice Tigers. Seinen ersten DEL-Shutout erreichte er in seinem siebten DEL-Spiel am 6. November 2022 gegen die Augsburger Panther. Im Verlauf der Playoffs der Saison 2022/23, in der sein Vertrag vorzeitig bis zum Frühjahr 2026 verlängert wurde, löste er Felix Brückmann als Stammkraft im Mannheimer Tor ab und erreichte mit den Adlern das Halbfinale. Anschließend wurde Tiefensee im Ende Juni abgehaltenen NHL Entry Draft 2023 in der fünften Runde an 157. Stelle von den Dallas Stars aus der National Hockey League (NHL) ausgewählt. Dort erhielt er im April 2025, nachdem die Adler aus den Playoffs ausgeschieden waren, einen Zweijahresvertrag mit Gültigkeit ab der Spielzeit 2025/26.

### International
Tiefensee gehört bereits seit der U16-Altersklasse den Kadern der deutschen Junioren-Nationalmannschaften an. Sein erstes großes internationales Turnier bestritt er mit der U18-Junioren-Weltmeisterschaft der Division IA 2019 im französischen Grenoble, wo der Mannschaft der Wiederaufstieg in die Top-Division gelang. Er war bei diesem Turnier Ersatztorhüter und stand beim Spiel gegen Frankreich im Tor. Im Dezember 2020 reiste er mit der U20-Nationalmannschaft zur Eishockey-Weltmeisterschaft der U20-Junioren 2021 nach Edmonton und erreichte mit dieser das Viertelfinale.
Im Februar 2023 debütierte Tiefensee für die deutsche A-Nationalmannschaft bei einem U25-Freundschaftsspiel im slowakischen Košice. Die Weltmeisterschaft 2025 stellte das erste große, internationale Turnier dar, an dem der Torhüter teilnahm. Hinter Philipp Grubauer und Mathias Niederberger blieb er allerdings ohne Einsatzminuten.

## Sonstiges
Am 12. Januar 2024 bekam Tiefensee als erst dritter Torhüter in der DEL ein Tor zugesprochen. Wie bei den Treffern von Jean-Marc Pelletier im Jahr 2007 und Gustaf Wesslau im Jahr 2016 war der Schlussmann aber nur als letzter Spieler seiner Mannschaft am Puck, bevor ein verunglückter Pass des Gegners den Weg ins leere Gehäuse fand. In der Saison zuvor in der DEL2 war ihm ebenfalls ein Tor zugesprochen worden.

## Erfolge und Auszeichnungen
- 2019 Aufstieg in die Top-Division bei der U18-Junioren-Weltmeisterschaft der Division IA

## Karrierestatistik
Stand: Ende der Saison 2024/25

### International
Vertrat Deutschland bei:
- U18-Junioren-Weltmeisterschaft der Division IA 2019
- U20-Junioren-Weltmeisterschaft 2021
- Weltmeisterschaft 2025

(Legende zur Torhüterstatistik: GP oder Sp = Spiele insgesamt; W oder S = Siege; L oder N = Niederlagen; T oder U oder OT = Unentschieden oder Overtime- bzw. Shootout-Niederlage; Min. = Minuten; SOG oder SaT = Schüsse aufs Tor; GA oder GT = Gegentore; SO = Shutouts; GAA oder GTS = Gegentorschnitt; Sv% oder SVS% = Fangquote; EN = Empty Net Goal; 1 Play-downs/Relegation; Kursiv: Statistik nicht vollständig)